# Římskokatolická farnost Hradec Králové – Pražské Předměstí
Římskokatolická farnost Hradec Králové - Pražské Předměstí je územním společenstvím římských katolíků v rámci královéhradeckého vikariátu královéhradecké diecéze. Území farnosti zahrnuje část města Hradec Králové a několik přilehlých vesnic.

## Historie

### Původní farnost
Již ve 14. století byly na tehdejším královéhradeckém Pražském podměstí farní kostely sv. Mikuláše (přibližně v místech dnešního náměstí 28. října) a sv. Petra. V době války Hradce Králové s císařem Zikmundem (1436-1437) byly oba tyto kostely pobořeny. V první polovině 15. století byla při špitálním kostele sv. Anny, který stával u Labe, zřízena nová fara, k níž byl přivtělen jako filiální opravený kostel sv. Petra. V roce 1622 byl odevzdán řádu minoritů kostel sv. Anny se špitálem a kostel - jako filiální - sv. Petra.

### Likvidace farnosti
Když se roku 1766 začala stavět královéhradecká pevnost, padla jí za oběť větší část Pražského Předměstí. Roku 1776 byl zbořen klášter a bývalý špitál minoritů s kostelem sv. Anny. Kostel sv. Petra byl zbořen roku 1778. Minorité si však začali stavět nový klášter a kostel v Kuklenách. Kostel sv. Anny v Kuklenách byl dostavěn roku 1784 a o 2 roky později byla u něj zřízena fara. Pražské Předměstí tak bylo tohoto roku přifařeno k minoritskému kostelu sv. Anny v Kuklenách a ještě počátkem 20. století tvořilo součást farnosti kuklenské ve vikariátu Hradec Králové.

### Vlastní kostel
Roku 1924 bylo Pražské Předměstí povýšeno na město. V souvislosti s aktivní organizační prací lidové strany v roce 1919 se vynořila myšlenka na postavení kostela na Pražském Předměstí; jejím původcem byl zřejmě kuklenský kaplan František Mimra, který našel oporu u tehdejšího královéhradeckého biskupa Msgre ThDr. Josefa Doubravy. V roce 1920 vznikla Jednota pro stavbu a vydržování kostela v Pražském Předměstí, jejíž duší se stal Msgre ThDr. Jan Sobota. V roce 1923 byla zakoupena parcela, která byla později prodána a koupena parcela jiná o výměře 1 319 m², na které se stavba kostela později realizovala. 28. září 1928 byl slavnostně položen základní kámen k novému kostelu, posvěcený královéhradeckým biskupem ThDr. Karlem Kašparem. Kostel se stavěl podle plánů doc. dr. ing. B. Slámy z Prahy, stavbu provedla firma Václav a František Capoušek z Hradce Králové. 23. listopadu 1930 posvětil královéhradecký biskup dr. Karel Kašpar tři nové zvony (opatřené u fy Perner v Suchém Vrbném u Českých Budějovic) pro kostel, který byl roku 1931 stavebně již dobudován. Posvěcen byl ale až 14. srpna 1932 novým hradeckým biskupem Msgre ThDr. Mořicem Píchou za velké pompy. Toho dne odpoledne se konal v Hradci Králové župní orelský slet. Vybavování nového kostela si však vyžádalo delší čas, např. hlavní oltář byl konsekrován až 1. srpna 1937.

### Samostatná farnost
Farní duchovní správa při kostele Božského Srdce Páně byla zřízena na základě rozhodnutí ministerstva školství výnosem ze 3. července 1933 pod podmínkou, že zároveň s aktivováním této nové fary bude zrušeno místo druhého pomocného duchovního (kooperátora) v Kuklenách. S platností od 1. listopadu 1933 bylo povoleno zřízení matričního úřadu a vedení rodných, oddacích a úmrtních matrik pro příslušníky církve římsko-katolické. I po 14. srpnu 1932 patřilo Pražské Předměstí pod duchovní správu fary v Kuklenách. Samostatná fara u kostela na Pražském Předměstí byla zřízena až 1. listopadu 1933 a jejím administrátorem byl jmenován Msgre ThDr. Jan Nep. Sobota, profesor královéhradeckého semináře.

### První farář
15. července 1935 byl jmenován administrátorem excurrendo nové farnosti Josef Krištof, farář v Plotištích nad Labem. Týž byl 1. srpna 1936 jmenován prvofarářem na Pražském Předměstí a zároveň administrátorem excurrendo v Plotištích nad Labem. 1. srpna 1942 byl P. Josef Krištof jmenován děkanem a biskupským vikářem v Chrasti u Chrudimi a předal svůj úřad administrátoru P. Václavu Talackovi, který byl po vypsání konkursu jmenován farářem na Pražském Předměstí s platností od 1. června 1943 a uveden do úřadu 20. června 1943, ve kterém byl ještě v roce 1949.

## Současnost
Farnost má sídelního duchovního správce, který je rovněž administrátorem ex currendo ve farnosti Hradec Králové - Kukleny. Vzhledem k potřebám farnosti jsou zde kromě faráře ustanoveni tři další kněží jako výpomocní duchovní a dva jáhnové. Dnes má duchovní správu na starosti farář Mgr. Antonín Forbelský, který nastoupil v létě roku 2022 po faráři Mgr. Ing. Zdeňku Novákovi.
| Kostel                     | Místo                  | Bohoslužba                                                   | Bohoslužba                                 | Poznámka        |
| -------------------------- | ---------------------- | ------------------------------------------------------------ | ------------------------------------------ | --------------- |
| Kostel sv. Petra           | Plotiště nad Labem     | neděle středa (od září do června) pátek (v červenci a srpnu) | 9.40 17.30                                 | filiální kostel |
| Kaple sv. Izidora          | Plotiště nad Labem     | neslouží se pravidelně                                       | neslouží se pravidelně                     | soukromá kaple  |
| Kostel Božského Srdce Páně | HK - Pražské Předměstí | neděle pondělí úterý středa čtvrtek pátek sobota             | 8.00, 20.00 12.00 12.00, 17.30 8.00, 17.30 | farní kostel    |
| Kostel sv. Marka           | Stěžery                | neděle                                                       | 16.00 zimní čas /17.00 letní čas           | filiální kostel |